# کارلزلید
کارلزلید (به سوئدی: Carlslid) یک منطقهٔ مسکونی در سوئد است که در بخش اومیا واقع شده‌است.